# كيماويات نقية دقيقة

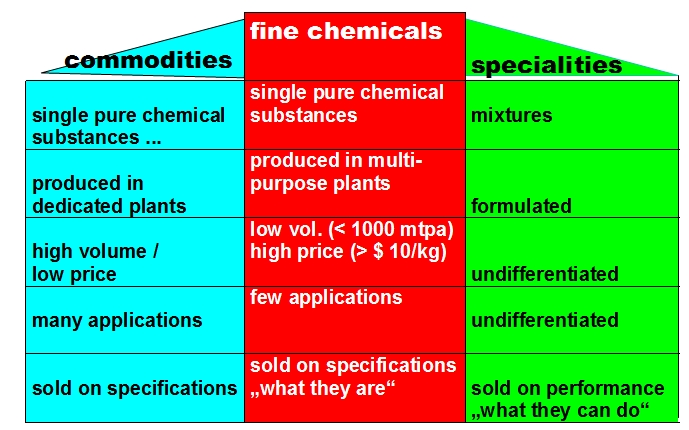

الكيماويات النقية الدقيقة (ملاحظة 1) في سياق الصناعة هي مواد كيميائية نقية يتطلب تصنيعها عمليات دقيقة معقدة.
تتسم هذه الكيمياويات بخواص منها:
- يتم الإنتاج بناء على تفاعلات اصطناع عضوي متعددة المراحل.[1]
- يتم الإنتاج بكميات صغيرة نسبياً (قد تكون عدة أطنان سنوياً أو حتى أقل)
- تكون درجة النقاوة مرتفعة

تستخدم الكيماويات النقية الدقيقة بشكل كبير في صناعات حيوية مثل صناعة الدواء: